# مطار مدريد باراخاس الدولي
مطار أدولفو سواريز، مدريد-باراخاس (بالإسبانية: Aeropuerto Adolfo Suárez, Madrid-Barajas) (إياتا: MAD، إيكاو: LEMD) هو المطار الدولي الرئيسي للعاصمة الأسبانية مدريد ويقع في منطقة باراخاس ويعتبر الأزحم والأكبر في إسبانيا. وأحد أزحم المطارات في العالم حيث يحتل المرتبة العاشرة عالميا والرابعة على مستوى أوروبا من حيث الركاب. وافتتح في عام 1927 ليتصاعد أداؤه ويحتل موقعه كأحد المحطات الرئيسية والهامة في أوروبا. يعتبر المطار بوابة ما يعرف بشبه جزيرة أيبيريا إلى مدن أوروبا والعالم، ويعتبر أيضا محطة الانطلاق من أوروبا إلى أمريكا الجنوبية.
تتخذ الخطوط الجوية الأيبيرية (أيبيريا) مطار باراخاس مدريد قاعدة رئيسية لعملياتها

## نبذة تاريخية

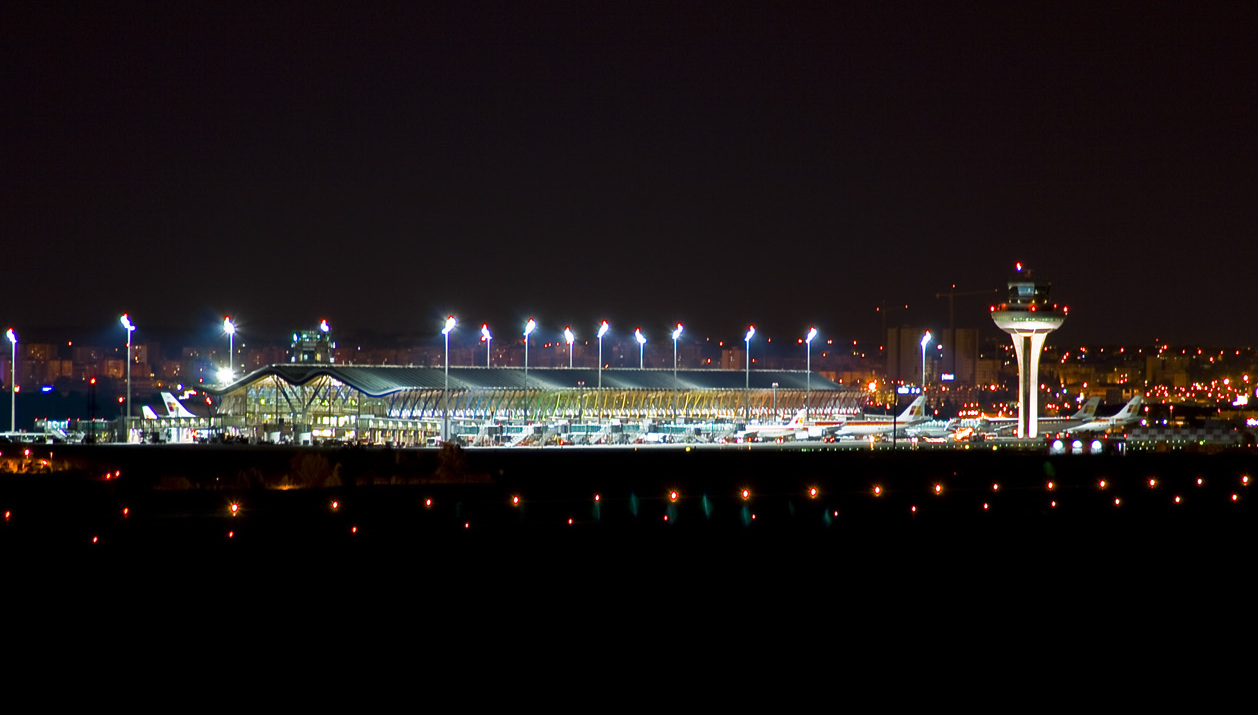
مطار باراخاس مدريد في منظر ليلي

تم الانتهاء من إنشاء المطار في عام 1927، وافتتح للحركة الجوية المحلية والدولية في منتصف 1931، بدأ استقبال الرحلات الجوية التجارية المجدولة بعد ذلك التاريخ بعامين بصالة للركاب تتسع ل 30,000 مسافر سنويا بالإضافة لبعض حظائر الطائرات ومبان خاصة لنادي الطيران، في تلك الفترة لم يكن المدرج الموجود بالمطار مرصوفا أو مبلطا حتى عام 1944 حين دشن المدرج الجديد بطول 1400 متر وبعرض 40 متر.
في الخمسينات بدأ المطار بتسيير رحلات مجدولة نحو مدينة نيويورك، كما بدء في إنشاء مبنى صالة الركاب رقم 2 في عام 1954، تصاعدت وتيرة الحركة السياحية إلى أسبانيا حيث بلغ عدد الركاب المستخدمين لمطار مدريد في السبعينات 4 ملايين مسافر سنويا. ومع وصول الجيل الجديد من طائرات الركاب الضخمة تقرر البدء في إنشاء مبنى صالة الركاب الدولية (فيما يعرف حاليا بالصالة رقم 1). ومع تصاعد وتيرة الحركة السياحية واستضافة مدريد لعدد من المناسبات الرياضية والدولية كبطولة كأس العالم لكرة القدم عام 1982 شهد المطار تحسينات ومنشآت جديدة لصالات الركاب.
في عام 1994 تم افتتاح أول مبنى لاستقبال طائرات الشحن الجوي. وشهد عام 1997 افتتاح صالة الركاب رقم 3 (North Dock) والخاصة حصريا بالركاب المسافرين من وإلى دول الاتحاد الأوروبي، وإعادة تنظيم صالة الركاب الدولية (مبنى رقم 1) وصالة الركاب الداخلية (صالة رقم 2) بافتتاح مبنى (South Dock) في عام 1999 وإالحاقه بجزء من الصالة الدولية وأطلق عليها صالة رقم 1. بالإضافة إلى تعديل صالة الركاب الداخلية والجزء الآخر من الصالة الدولية لخدمة الرحلات الداخلية وأطلق عليها صالة رقم 2.
في عام 1998 تم تدشين مدرج الطيران الجديد بطول 4400 متر ليحل بديلا عن المدرج (36-18) ضمن خطة تطويرية للمطار أطلق عليها مسمى باراخاس العملاق (Major Barajas). وفي عام 2006 تم افتتاح مبنى صالة الركاب رقم 4 وتوابعها بالإضافة إلى مدرجي طيران جديدين.
في 24 مارس 2014 أعلنت وزارة التنمية، بناء على اقتراح من رئيس الوزراء، ماريانو راخوي، تغيير الاسم الرسمي لمطار مدريد باراخاس، إلى تسمية «مطار أدولفو سواريز، مدريد باراخاس،» تكريما للدور الذي لعبه الرئيس أدولفو سواريز في نجاح العملية الانتقالية نحو الديمقراطية.

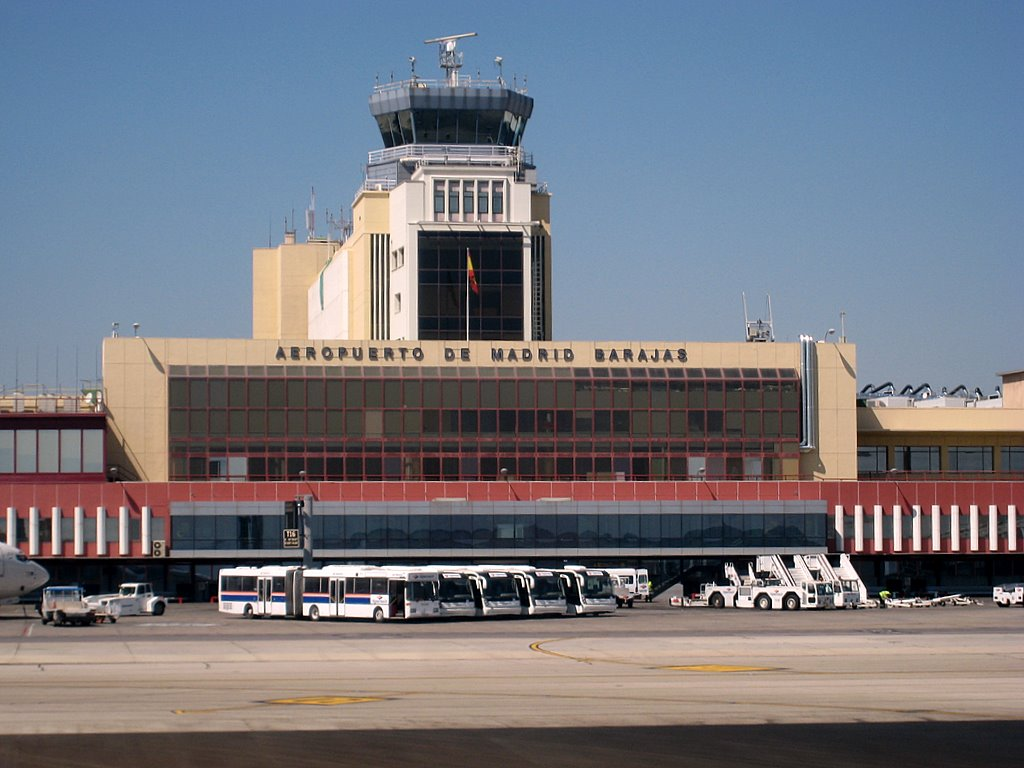
مبنى الصالة رقم 2

## شركات الطيران والوجهات

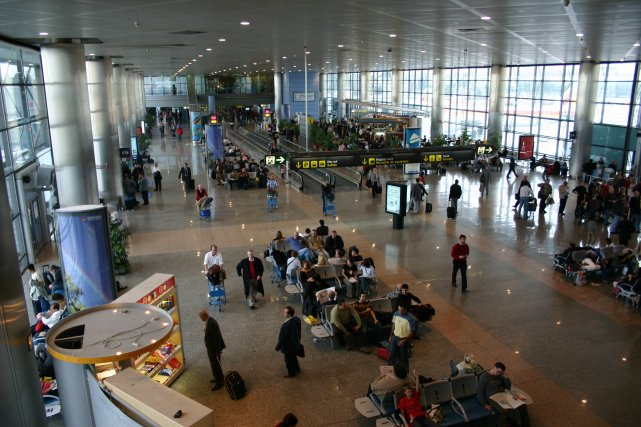
داخل مطار باراخاس

### الركاب
تخدم شركات الطيران التالية رحلات من وإلى مدريد:
| شركـات طيـران                   | الوجهات |
| ------------------------------- | --- |
| طيران إيجيان                    | مطار أثينا الدولي |
| أير لينغس                       | مطار دبلن الدولي |
| الخطوط الجوية الأرجنتينية       | مطار الوزير بيستارينيي الدولي |
| طيران المكسيك                   | مطار غوادالاخارا الدولي، مطار بينيتو خواريز الدولي، Monterrey |
| الخطوط الجوية الجزائرية         | مطار هواري بومدين الدولي |
| العربية للطيران                 | مطار طنجة ابن بطوطة الدولي موسمي: مطار الناظور العروي |
| طيران كندا                      | مطار تورونتو بيرسون الدولي |
| طيران الصين                     | مطار بكين العاصمة الدولي |
| طيران أوروبا                    | مطار قرجيطة، مطار أليكانتي، مطار سخيبول أمستردام، مطار سيلفيو بيتيروسي الدولي، مطار برشلونة الدولي، مطار بلباو، مطار إلدورادو الدولي، مطار بروكسل الدولي، مطار الوزير بيستارينيي الدولي، Cancún، مطار سيمون بوليفار الدولي، Cordoba (AR) ‏، مطار فرانكفورت، مطار غران كناريا، Guayaquil، مطار خوسيه مارتي الدولي، مطار إيبيزا، مطار لانزاروت، مطار خورخي تشافيز الدولي، مطار لشبونة، مطار غاتويك، مطار مالقة الدولي، مطار مراكش المنارة الدولي، مطار خوسية ماريا كوردوفا الدولي، مطار ميامي الدولي، مطار مالبينسا، مطار كاراسكو الدولي، مطار ميونخ الدولي، مطار جون إف كينيدي الدولي، مطار ميورقة، مطار توكومين الدولي، مطار باريس أورلي، مطار بورتو الدولي، Punta Cana ‏، مطار ماريسكال سوكري الدولي، مطار ليوناردو دا فينشي، Salvador da Bahia ‏، San Pedro Sula ‏، Santa Cruz de la Sierra–Viru Viru ‏، مطار لاس أمريكا الدولي، مطار غواروليوس الدولي، مطار بن غوريون الدولي، مطار تينيريفي الشمالي، مطار بلنسية، Vigo، مطار زيورخ الدولي موسمي: Alghero، مطار أثينا الدولي، مطار سانتوريني (ثيرا) الوطني (تبدأ في 20 يونيو 2023)، مطار تونس قرطاج الدولي |
| الخطوط الجوية الفرنسية          | مطار باريس شارل ديغول |
| طيران مالطا                     | مطار مالطا الدولي |
| طيران صربيا                     | مطار نيكولا تسلا في بلغراد |
| طيران ترانسات                   | موسمي: مطار مونتريال الدولي |
| طيران البلطيق                   | مطار ريغا الدولي |
| الخطوط الجوية الأمريكية         | مطار شارلوت دوغلاس الدولي، مطار دالاس فورت ورث الدولي، مطار ميامي الدولي، مطار جون إف كينيدي الدولي، مطار فيلادلفيا الدولي |
| خطوط أركيا                      | موسمي: مطار بن غوريون الدولي |
| أفيانكا                         | مطار إلدورادو الدولي، Cali، مطار خوسية ماريا كوردوفا الدولي |
| أفيانكا السلفادور               | موسمي: مطار إل سلفادور الدولي (تبدأ في 20 يونيو 2023) |
| Boliviana de Aviación           | Cochabamba، Santa Cruz de la Sierra–Viru Viru ‏ |
| الخطوط الجوية البريطانية        | مطار لندن هيثرو |
| خطوط بروكسل الجوية              | مطار بروكسل الدولي |
| طيران بلغاريا                   | مطار صوفيا |
| كاثي باسيفيك                    | مطار هونغ كونغ الدولي |
| سيبا إنتركونتيننتال             | مطار مالابو |
| خطوط شرق الصين الجوية           | مطار شانغهاي بودنغ الدولي (تستأنف 20 يونيو 2023) |
| كونفياسا                        | مطار سيمون بوليفار الدولي |
| الخطوط الجوية الكوبية           | مطار خوسيه مارتي الدولي، Santiago de Cuba ‏ |
| الخطوط الجوية التشيكية          | مطار فاكلاف هافيل الدولي (تستأنف 29 يونيو 2023) |
| Dan Air ‏                        | مطار هنري كواندا الدولي (تبدأ في 17 يونيو 2023) |
| خطوط دلتا الجوية                | مطار هارتسفيلد جاكسون، مطار جون إف كينيدي الدولي |
| إيزي جيت                        | مطار بازل - ميلوز - فريبورغ الأوروبي، مطار بريستول، مطار إدنبرة، مطار لشبونة، مطار غاتويك، مطار باريس شارل ديغول، مطار بورتو الدولي موسمي: مطار لندن لوتن |
| مصر للطيران                     | مطار القاهرة الدولي |
| إل عال                          | مطار بن غوريون الدولي |
| طيران الإمارات                  | مطار دبي الدولي |
| الاتحاد للطيران                 | مطار أبو ظبي الدولي |
| فين إير                         | مطار هلسنكي فانتا |
| FlyOne                          | موسمي: مطار كيشيناو الدولي (تبدأ في 28 يونيو 2023) |
| خطوط هاينان الجوية              | مطار تشونغتشينغ جيانغبى الدولي |
| أيبيريا (شركة طيران)            | مطار قرجيطة، مطار هواري بومدين الدولي، مطار أليكانتي، Almería، مطار سخيبول أمستردام، مطار أندورا لاسو دورجيل، Asturias، مطار أثينا الدولي، Badajoz، مطار برشلونة الدولي، مطار برلين براندنبرغ، مطار بلباو، مطار إلدورادو الدولي، مطار بولونيا، مطار بوردو ميرينياك، مطار لوجان الدولي، مطار بروكسل الدولي، مطار بودابست فرانز ليست الدولي، مطار الوزير بيستارينيي الدولي، Cali، مطار سيمون بوليفار الدولي، مطار محمد الخامس الدولي، Castellón، مطار أوهير الدولي، مطار بليز دياغني الدولي، مطار دالاس فورت ورث الدولي، مطار دوسلدورف الدولي، مطار فارو، Florence، مطار فرانكفورت، مطار كريستيانو رونالدو، مطار جنيف الدولي، Granada، Guatemala City، Guayaquil، مطار هامبورغ، مطار خوسيه مارتي الدولي، مطار إيبيزا، مطار خيريز، مطار خورخي تشافيز الدولي، مطار لشبونة، Logroño، مطار لندن هيثرو، مطار لوس أنجلوس الدولي، مطار ليون سانت إكسوبيري، مطار مالقة الدولي، مطار مراكش المنارة الدولي، مطار مارسيليا، مطار مليلية، Menorca، مطار بينيتو خواريز الدولي، مطار ميامي الدولي، مطار ليناتي، مطار مالبينسا، مطار كاراسكو الدولي، مطار ميونخ الدولي، مطار نانت، مطار جون إف كينيدي الدولي، مطار نيس كوت دازور، مطار أوسلو-غاردرموين، مطار ميورقة، Pamplona، مطار توكومين الدولي، مطار باريس أورلي، مطار بورتو الدولي، مطار فاكلاف هافيل الدولي، مطار ماريسكال سوكري الدولي، مطار ريو دي جانيرو الدولي، مطار ليوناردو دا فينشي، مطار خوان سانتاماريا الدولي، مطار لويس مارين مونيوز، مطار إل سلفادور الدولي، مطار سان سيباستيان، مطار سانتاندير، مطار أرتورو ميرينو بينيتيز الدولي، مطار لاس أمريكا الدولي، مطار غواروليوس الدولي، مطار إشبيلية، مطار سبليت، مطار ستوكهولم أرلاندا، مطار ستراسبورغ، مطار طنجة ابن بطوطة الدولي، مطار بن غوريون الدولي، مطار تولوز بلانياك، مطار تورينو، مطار بلنسية، مطار البندقية ماركو بولو، مطار فيينا الدولي، Vigo، مطار زغرب، مطار زيورخ الدولي موسمي: Bergen، مطار كاتانيا-فونتاناروسا، Corfu، مطار دوبروفنيك، مطار فارو، مطار غران كناريا، مطار الناظور العروي، Olbia، Ponta Delgada، Rovaniemi (تبدأ في 2 ديسمبر 2023)، مطار سان فرانسيسكو الدولي، مطار سبليت، مطار واشنطن دولس الدولي موسمي عارض: مطار الأقصر الدولي، مطار تيرانا الدولي |
| Iberia Express                  | مطار كوبنهاغن، مطار دبلن الدولي، Fuerteventura، مطار غران كناريا، مطار إيبيزا، مطار لانزاروت، مطار لا بالما، مطار غاتويك، مطار ليون سانت إكسوبيري، مطار مالقة الدولي، مطار مانشستر، مطار نانت، مطار نابولي، مطار نيس كوت دازور، مطار ميورقة، مطار باريس شارل ديغول، Santiago de Compostela ‏، مطار إشبيلية، مطار شتوتغارت الدولي، مطار تينيريفي الشمالي، مطار تينيريفي الجنوبي موسمي: مطار إدنبرة (تستأنف 18 يونيو 2023)، مطار كاندية الدولي ‏، Menorca، مطار ميكونوس، مطار كيفلافيك الدولي، مطار سانتوريني (ثيرا) الوطني |
| Iberojet                        | Cancún، مطار خوسيه مارتي الدولي، Punta Cana ‏، مطار خوان سانتاماريا الدولي، San José del Cabo ‏، Santiago de Cuba ‏، مطار كوماياغوا الدولي موسمي: مطار سير سيووساغور رامغولام الدولي موسمي عارض: Burgas (تبدأ في 21 يونيو 2023) |
| طيران آيسلندا                   | موسمي: مطار كيفلافيك الدولي |
| إيتا (شركة طيران)               | مطار ليوناردو دا فينشي |
| الخطوط الجوية الملكية الهولندية | مطار سخيبول أمستردام |
| كوريا للطيران                   | مطار إنتشون الدولي |
| الخطوط الجوية الكويتية          | مطار الكويت الدولي |
| لاتام البرازيل                  | مطار غواروليوس الدولي |
| خطوط لان الجوية                 | مطار أرتورو ميرينو بينيتيز الدولي |
| لاتام بيرو                      | مطار خورخي تشافيز الدولي |
| خطوط لوت الجوية البولندية       | مطار وارسو فريدريك شوبان |
| لوفتهانزا                       | مطار فرانكفورت، مطار ميونخ الدولي |
| لوكس إير                        | مطار لوكسمبورغ |
| طيران الشرق الأوسط              | مطار بيروت رفيق الحريري الدولي |
| آير شاتل النرويجية              | مطار أوسلو-غاردرموين موسمي: مطار كوبنهاغن (تستأنف 22 يونيو 2023) |
| خطوط بيغاسوس                    | مطار صبيحة كوكجن الدولي |
| بلاي (شركة طيران)               | مطار كيفلافيك الدولي |
| Plus Ultra Líneas Aéreas        | مطار إلدورادو الدولي، مطار سيمون بوليفار الدولي، Cartagena، مطار خورخي تشافيز الدولي، مطار مالابو |
| الخطوط الجوية القطرية           | مطار حمد الدولي |
| الخطوط الملكية المغربية         | مطار محمد الخامس الدولي، مطار الرباط سلا الدولي موسمي: مطار الناظور العروي، مطار طنجة ابن بطوطة الدولي (تبدأ في 24 يونيو 2023) |
| الملكية الأردنية                | مطار الملكة علياء الدولي |
| رايان إير                       | مطار أكادير المسيرة الدولي، Alghero، مطار الملكة علياء الدولي، مطار باري كارل فويتيالا ‏، مطار بوفيه - تيه، مطار أوريو أل سيريو، مطار برلين براندنبرغ، مطار برمينغهام، مطار بولونيا، مطار بوردو ميرينياك، مطار بريستول، مطار بروكسل الدولي، مطار هنري كواندا الدولي، مطار بودابست فرانز ليست الدولي، مطار كاتانيا-فونتاناروسا، مطار بروكسل شارلروا الجنوب، مطار كوبنهاغن، مطار دبلن الدولي، مطار إدنبرة، مطار آيندهوفن، مطار الصويرة موكادور، مطار فارو، مطار فاس سايس الدولي، Fuerteventura، مطار غران كناريا، مطار إيبيزا، مطار كاوناس، مطار كراكوف، مطار لانزاروت، مطار لشبونة، مطار ليفربول، مطار لندن ستانستد، مطار لوكسمبورغ، مطار مالطا الدولي، مطار مانشستر، مطار مراكش المنارة الدولي، مطار مارسيليا، Menorca، مطار مالبينسا، مطار الناظور العروي، مطار نابولي، مطار باليرمو الدولي، مطار ميورقة، مطار بيزا الدولي، مطار بورتو الدولي، مطار فاكلاف هافيل الدولي، مطار الرباط سلا الدولي، مطار ليوناردو دا فينشي، Santiago de Compostela ‏، مطار صوفيا، مطار طنجة ابن بطوطة الدولي، مطار تينيريفي الشمالي، مطار تينيريفي الجنوبي، مطار تورينو، مطار فيينا الدولي، مطار وارسو مودلين موسمي: Billund، Brindisi، Cagliari، مطار تطوان سانية الرمل، مطار البندقية ماركو بولو |
| الخطوط السعودية                 | مطار الملك عبد العزيز الدولي، مطار الملك خالد الدولي |
| الخطوط الجوية الدولية السويسرية | مطار زيورخ الدولي |
| الخطوط الجوية الأنغولية         | مطار كواترو دي فيفيريرو |
| تاب برتغال                      | مطار لشبونة |
| تاروم                           | مطار هنري كواندا الدولي |
| ترانسافيا                       | مطار مونبلييه ميديتيراني، مطار باريس أورلي |
| الخطوط التونسية                 | مطار تونس قرطاج الدولي |
| الخطوط الجوية التركية           | مطار إسطنبول الدولي |
| الخطوط الجوية المتحدة           | مطار نيوآرك ليبرتي الدولي موسمي: مطار واشنطن دولس الدولي |
| فولوتيا                         | مطار مرسية الدولي (تبدأ في 3 ديسمبر 2023)، مطار نانت موسمي: مطار ليون سانت إكسوبيري، Olbia، مطار تولوز بلانياك |
| خطوط فيولينغ الجوية             | مطار برشلونة الدولي، Florence، مطار إيبيزا موسمي: Menorca |
| ويز للطيران                     | مطار هنري كواندا الدولي، مطار بودابست فرانز ليست الدولي، مطار كلوج نابوكا الدولي، Craiova، مطار ياش الدولي، Kutaisi (تبدأ في 4 يوليو 2023)، مطار مالبينسا (تبدأ في 24 يوليو 2023)،[بحاجة لمصدر] مطار ليوناردو دا فينشي، مطار صوفيا، مطار ترايان فويا الدولي، مطار تيرانا الدولي، مطار وارسو فريدريك شوبان |
| World2Fly                       | Cancún، مطار خوسيه مارتي الدولي، Punta Cana ‏، مطار لاس أمريكا الدولي |

### الشحن
| شركـات طيـران                  | الوجهات |
| ------------------------------ | --- |
| Air Canada Cargo               | مطار تورونتو بيرسون الدولي |
| طيران الصين للشحن الجوي        | مطار هانغتشو شياوشان الدولي |
| Cygnus Air                     | مطار غران كناريا، مطار تينيريفي الشمالي |
| دي إتش إل للطيران[بحاجة لمصدر] | مطار بكين العاصمة الدولي، مطار محمد الخامس الدولي، مطار كوبنهاغن، East Midlands ‏، مطار فرانكفورت، مطار لايبزيغ هاله، مطار لندن هيثرو، مطار ميامي الدولي، مطار مالبينسا، مطار باريس شارل ديغول |
| الإمارات للشحن الجوي           | مطار آل مكتوم الدولي |
| فيديكس إكسبرس                  | مطار باريس شارل ديغول |
| الخطوط الجوية القطرية          | مطار حمد الدولي |
| سويفت إير                      | مطار محمد الخامس الدولي، مطار غران كناريا، مطار ميورقة، مطار تينيريفي الشمالي |
| الخطوط الجوية التركية          | مطار جورج بوش الدولي، مطار إسطنبول الدولي، مطار ميامي الدولي |

## الإحصائيات

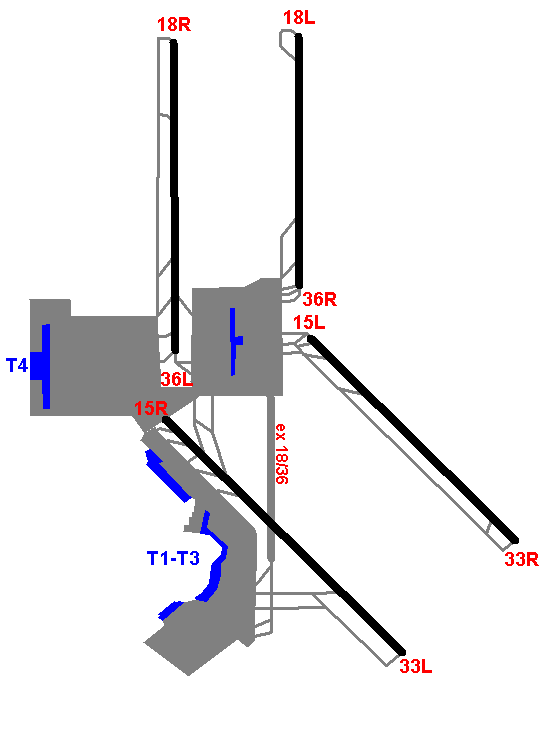
خريطة لمدارج المطار

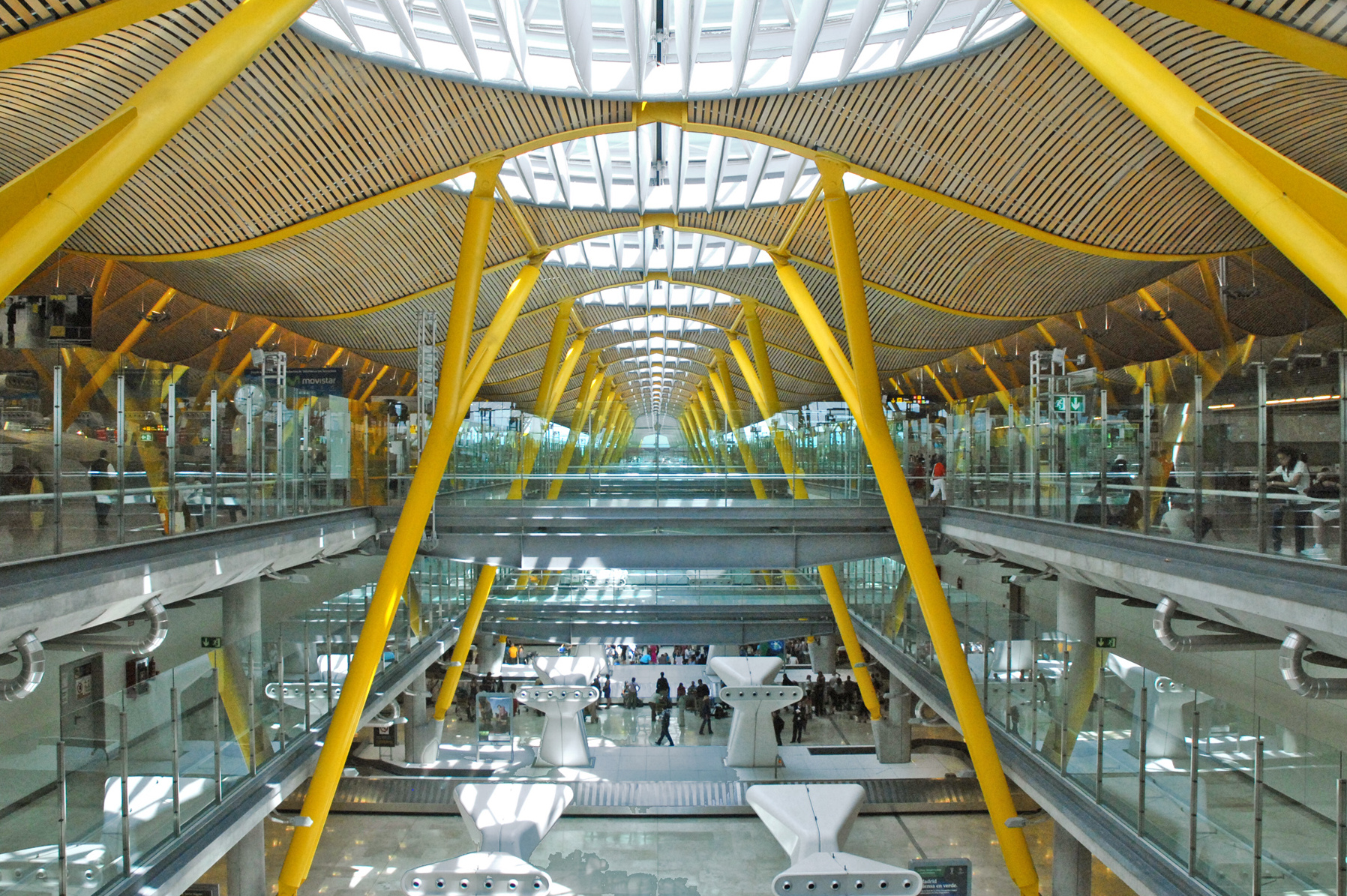
المحطة 4

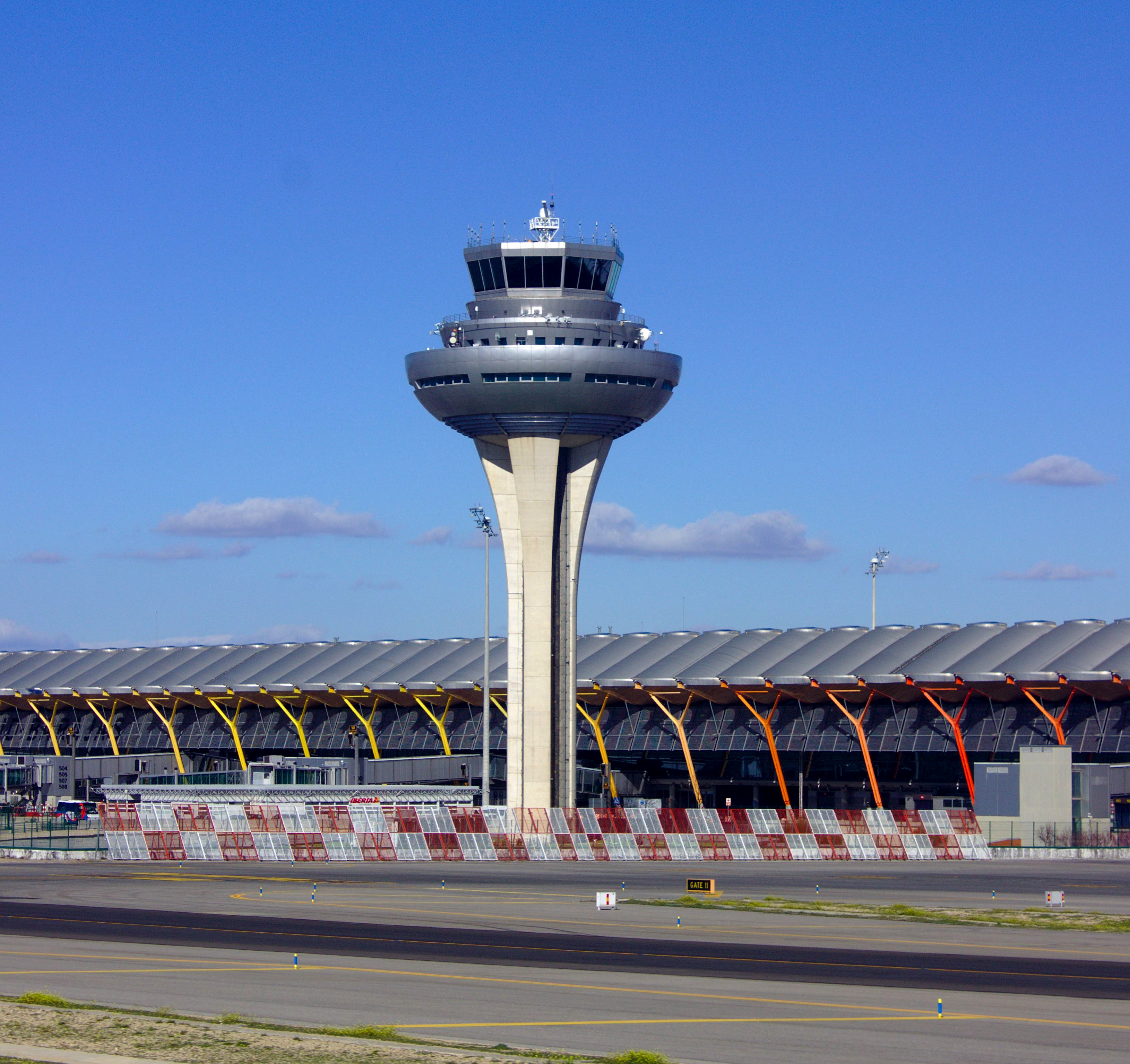
برج المراقبة الرئيس

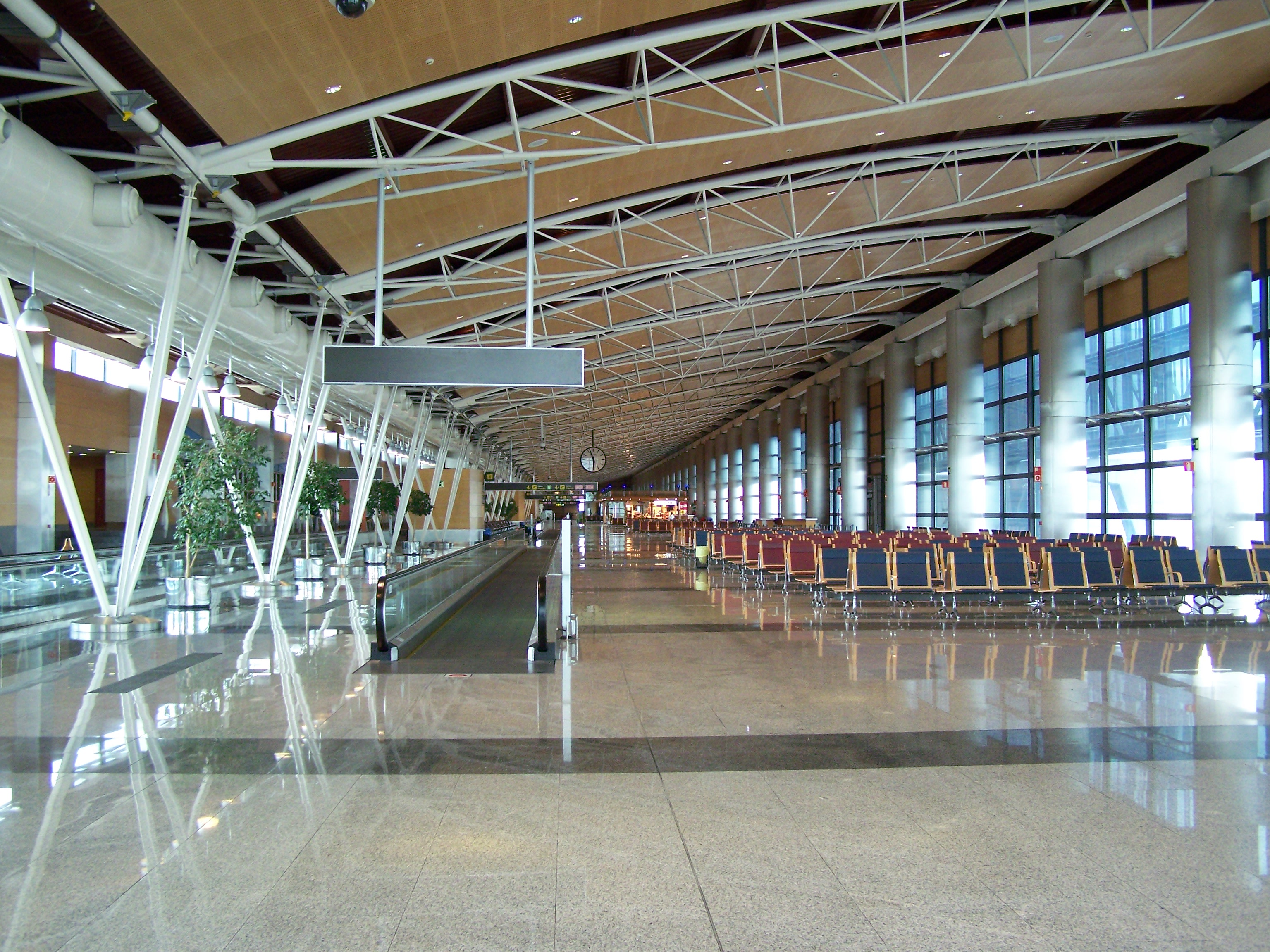
المحطة 1

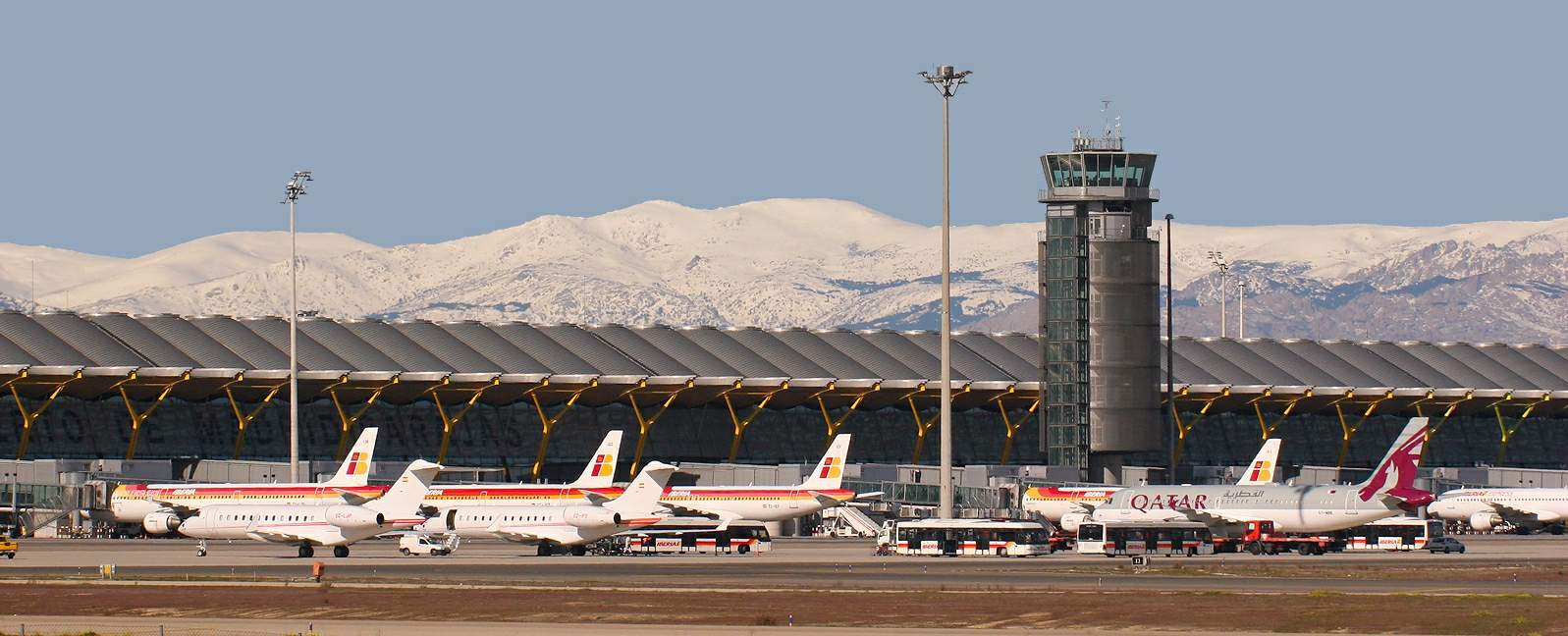
المحطة T-4

### عدد الركاب
شاهد source Wikidata query and sources.
|              | عدد الركاب | عدد الطائرات | البضائع (طن) |
| ------------ | ---------- | ------------ | ------------ |
| 2001         | 34,050,215 | 375,558      | 295,944      |
| 2002         | 33,915,302 | 368,029      | 295,711      |
| 2003         | 35,855,861 | 383,804      | 307,026      |
| 2004         | 38,718,614 | 401,503      | 341,177      |
| 2005         | 42,146,784 | 415,704      | 333,138      |
| 2006         | 45,799,983 | 434,959      | 325,702      |
| 2007         | 52,110,787 | 483,292      | 325,201      |
| 2008         | 50,846,494 | 469,746      | 329,187      |
| 2009         | 48,437,147 | 435,187      | 302,863      |
| 2010         | 49,863,504 | 433,683      | 373,380      |
| 2011         | 49,671,270 | 429,390      | 394,154      |
| 2012         | 45,195,014 | 373,185      | 359,362      |
| 2013         | 39,735,618 | 333,056      | 346,602      |
| 2014         | 41,833,374 | 342,601      | 366,645      |
| 2015         | 46,828,279 | 366,605      | 381,069      |
| 2016         | 50,420,583 | 378,150      | 415,774      |
| 2017         | 53,402,506 | 387,566      | 470,795      |
| 2018         | 57,891,340 | 409,832      | 518,858      |
| 2019         | 61,734,037 | 426,376      | 558,567      |
| 2020         | 17,112,389 | 165,740      | 401,133      |
| 2021         | 24,135,220 | 217,537      | 523,395      |
| 2022         | 50,633,652 | 351,906      | 566,372      |
| Source: إنير |            |              |              |

### الوجهات المزدحمة
| الرتبة       | الوجهات                       | الركاب    | التغير 2021 / 22 |
| ------------ | ----------------------------- | --------- | ---------------- |
| 1            | مطار لشبونة                   | 1,538,930 | ▲ 168%           |
| 2            | مطار باريس أورلي              | 1,372,064 | ▲ 93%            |
| 3            | مطار ليوناردو دا فينشي        | 1,291,377 | ▲ 182%           |
| 4            | مطار لندن هيثرو               | 1,184,916 | ▲ 178%           |
| 5            | مطار إلدورادو الدولي          | 1,095,936 | ▲ 165%           |
| 6            | مطار سخيبول أمستردام          | 980,722   | ▲ 113%           |
| 7            | مطار بينيتو خواريز الدولي     | 907,328   | ▲ 78%            |
| 8            | مطار بروكسل الدولي            | 887,208   | ▲ 116%           |
| 9            | مطار باريس شارل ديغول         | 871,273   | ▲ 146%           |
| 10           | مطار فرانكفورت                | 794,852   | ▲ 92%            |
| 11           | مطار ميونخ الدولي             | 782,962   | ▲ 145%           |
| 12           | مطار بورتو الدولي             | 779,479   | ▲ 236%           |
| 13           | مطار الوزير بيستارينيي الدولي | 760,528   | ▲ 207%           |
| 14           | مطار جون إف كينيدي الدولي     | 748,423   | ▲ 184%           |
| 15           | مطار ميامي الدولي             | 689,639   | ▲ 153%           |
| 16           | مطار خورخي تشافيز الدولي      | 689,453   | ▲ 144%           |
| 17           | مطار غاتويك                   | 636,045   | ▲ 341%           |
| 18           | مطار غواروليوس الدولي         | 628,327   | ▲ 156%           |
| 19           | مطار زيورخ الدولي             | 584,046   | ▲ 77%            |
| 20           | مطار جنيف الدولي              | 524,183   | ▲ 94%            |
| Source: إنير |                               |           |                  |

| الرتبة       | الوجهات                 | الركاب    | التغير 2021 / 22 |
| ------------ | ----------------------- | --------- | ---------------- |
| 1            | مطار ميورقة             | 1,880,865 | ▲ 64%            |
| 2            | مطار برشلونة الدولي     | 1,716,423 | ▲ 69%            |
| 3            | مطار غران كناريا        | 1,434,501 | ▲ 53%            |
| 4            | مطار تينيريفي الشمالي   | 1,294,010 | ▲ 47%            |
| 5            | مطار إيبيزا             | 919,939   | ▲ 50%            |
| 6            | مطار بلباو              | 647,371   | ▲ 82%            |
| 7            | مطار لانزاروت           | 578,269   | ▲ 57%            |
| 8            | Vigo                    | 563,810   | ▲ 64%            |
| 9            | مطار قرجيطة             | 538,795   | ▲ 66%            |
| 10           | مطار مالقة الدولي       | 530,005   | ▲ 129%           |
| 11           | Santiago de Compostela ‏ | 499,071   | ▲ 70%            |
| 12           | مطار إشبيلية            | 392,613   | ▲ 97%            |
| 13           | Fuerteventura           | 391,094   | ▲ 44%            |
| 14           | مطار تينيريفي الجنوبي   | 373,582   | ▲ 62%            |
| 15           | Menorca                 | 363,442   | ▲ 14%            |
| 16           | Asturias                | 327,047   | ▲ 72%            |
| 17           | مطار بلنسية             | 308,797   | ▲ 65%            |
| 18           | مطار أليكانتي           | 280,304   | ▲ 94%            |
| 19           | مطار سان سيباستيان      | 198,741   | ▲ 131%           |
| 20           | مطار سانتاندير          | 192,147   | ▲ 99%            |
| Source: إنير |                         |           |                  |

## وصلات خارجية
- صالة الركاب رقم 4
- دليل مطار باراخاس مدريد نسخة محفوظة 20 يوليو 2008 على موقع واي باك مشين.